# Walter Abendroth
Walter Fedor Georg Abendroth (* 29. Mai 1896 in Hannover; † 30. September 1973 in Fischbachau) war ein deutscher Komponist, Redakteur, Musikkritiker und Musikschriftsteller.

## Leben
Walter Abendroth wuchs, zusammen mit einer älteren Schwester und einem jüngeren Bruder, zunächst in Hannover, dann ab 1907 in Berlin als Sohn eines Landvermessers auf. Hier wirkte bei Aufführungen des Parsifal als Chorknabe bei den Grals- und Karfreitagsszenen mit, die ihn sehr beeindruckten und in ihm den Entschluss Musiker zu werden, reifen ließen. Noch als Schüler begegnete er Rudolf Steiner, dessen Anthroposophie ihn von da an begleitete und für die er in verschiedenen Zusammenhängen wirkte. In München studierte er ab 1914 erst Malerei und Musik. Ein Empfehlungsschreiben aus Berlin eröffnete ihm den Zugang zum anthroposophischen Kreis um Pauline von Kalckreuth und Sophie Stinde. Er trat der anthroposophischen Gesellschaft bei und hörte Vorträge von Michael Bauer, Ernst Uehli, Felix Peipers und Rudolf Steiner. Er machte seine ersten Kompositionsversuche: Präludienartige Klavierstücke, zwei Chöre, die in der St. Joseph aufgeführt wurden. Seine Operndichtung Lichtgeburt wurde von Alexander von Bernus in der Zeitschrift Das Reich gedruckt. Die Aufführungen der Werke Hans Pfitzners beeinflussten ihn sein ganzes Leben lang. 1916 wurde er zum Kriegsdienst eingezogen. Er war zwei Jahre Soldat, aber nur selten an der Front. Bei Kriegsende kam er bei anthroposophischen Freunden in Berlin unter. Hier wohnte er kurze Zeit bei Eliza von Moltke (1859–1932), der Witwe Helmuth Johannes Ludwig von Moltkes. Er wurde musikalischer Adlatus der Eurhythmystin Natalie von Papoff. Er trat bald in ein persönlicheres Verhältnis zu Rudolf Steiner und dessen Frau Marie. 1919 nahm er mit Natalie von Papoff an mehrwöchigen Eurhythmiekursen in Stuttgart teil. Er lernte Emil Molt und war Zeuge der ersten Dreigliederungsaktivitäten und der entscheidenden Gespräche zur Gründung der ersten Waldorfschule in dessen Haus. Nach einem Engagement Ende 1920 als Musiker auf Schloss Siebeneichen bei der Freifrau von Miltitz verließ nach einer Tournee durch das östliche Sachsen und Oberschlesien mit der Haaß-Berkow-Truppe die anthroposophische Gesellschaft.
Nun führten ihn seine „Wanderjahre“ zunächst nach Göttingen, wo er 1920 heiratete. 1923 folgte die Übersiedlung nach Hamburg. Nach einem kurzen Engagement als Geigen- und Kompositionslehrer wurde Musikkritiker an verschiedenen Hamburger und Altonaer Zeitungen. Er hielt Vorträge im Volksbildungswesen und gründete das Kammerorchester Collegium musicum. Sein offizielles opus 1, das Streichquartett C-Dur, entstand in dieser Zeit. Kurze Zeit war er in Köln Kritiker der Allgemeinen Musikalischen Zeitung. Dort traf er mit Hans Pfitzner und Reinhold Schneider zusammen. Im Jahr 1930 übernahm er die Redaktion der Allgemeinen Musikzeitung. Diese Position hatte er bis 1934 inne, nebst redaktioneller Arbeiten beim Berliner Lokalanzeiger.
Nach der Machtergreifung der Nationalsozialisten war er von 1934 bis 1944 Redakteur beim Berliner Lokalanzeiger. Er schrieb Artikel für die Zeitschrift Deutsches Volkstum und wurde 1939 bis 1941 verantwortlicher Schriftleiter bei der Monatsschrift für das deutsche Geistesleben. 
Bereits am 6. Januar 1933 forderte er die Beachtung der Rassenfrage in der Musik. Verschiedene antisemitische Artikel in Übereinstimmung mit der nationalsozialistischen Kulturpolitik folgten. 1934 äußerte er sich in der Zeitschrift Die Musik über die Neue Musik als „Fäulnisbazillus, den volksfeindlicher Zersetzungswille mit Witz und Berechnung dem Kulturkörper eingeimpft hatte“. Am 6. März 1936 stellte er fest, dass "das musikalische Judentum sich [...] innerhalb der romanischen Kulturkreise bei weitem nicht so wesenszersetzend auswirken [konnte], wie in Deutschland. 1939 bezeichnete in der Zeitschrift Deutsches Volkstum die Intellektualität der Juden als „bloßes Mittel zum Zweck der Herrschaftsausübung“ und „wirksames Zersetzungswerkzeug, ein Sprengstoff zur Aufteilung der beherrschten Völker in machtlose Klassen“ bezeichnete.
Nach dem Ende des Zweiten Weltkriegs lebte Abendroth – zum zweiten Mal verheiratet, mit Hilde geb. Schlegl – wieder in Hamburg, dann ab 1955 in München. Nach Jahren als freien Schaffens war er von 1948 bis 1955 war er zunächst Redakteur der Zeitung Die Zeit später Leiter deren Feuilletonredaktion. 1955 ging er als Korrespondent der Zeitung nach München.
Speziell hervorgetan hat er sich als Biograf (1935), Nachlassverwalter und Herausgeber von Werken Hans Pfitzners.
Walter Abendroth starb im Alter von 77 Jahren.

## Grabstätte
Die Grabstätte von Walter Abendroth befindet sich auf dem Münchner Waldfriedhof (Grabnr. 455-U-584).

## Künstlerisches Schaffen
Neben seiner rezensorischen und (musik)schriftstellerischen Tätigkeit schrieb Abendroth als Komponist fünf Sinfonien, nebst einer Vielzahl von Konzerten, Liedern sowie Kammermusik. In seiner kompositorischen Arbeit war er bestrebt, die traditionellen Musikformen fortzuentwickeln und diese mit den musikalischen Ausdrucksformen des 20. Jahrhunderts zu verbinden.

## Werke (Auswahl)

### Kompositionen

#### Werke mit Opuszahl
- Kleine Orchestermusik (UA 1940 unter Karl Böhm)
- Streichquartett in C op. 1, 1941 verlegt bei Simrock in Leipzig OCLC 245885266
- Drei Lieder für eine Singstimme und Klavier op. 2, verlegt bei Willy Müller Süddeutscher Musikverlag, Heidelberg OCLC 723917212 I Schätzle, warum weinest du? II Ich armes Käuzlein III Nun der übermüde Tag
- Drei Lieder für eine Singstimme op. 3, verlegt bei Willy Müller Musikverlag, Heidelberg, 1942 OCLC 970680617 I Ich wollt zu Land ausreisen Text: Volkslieder II Wer weiß, wo noch das Brünnlein quillt, Text: Paul Heyse III Nächtlich macht der Herr die Runde, Text: Joseph von Eichendorff
- Divertimento für Flöte und Bratsche, op. 5, verlegt beim Müller Musikverlag, Heidelberg, 1950 OCLC 257492774
- Trio für Flöte, Bratsche und Horn op. 6, Autograph im Nachlaß[8]
- Sinfonietta op. 7[8], in drei Sätzen für großes Orchester (um 1924)
- Streichquartett in A-Dur op. 8, verlegt bei Simrock, Leipzig OCLC 245884642
- Konzert für Bratsche und Orchester in einem Satz op. 9, dem Bratscher Fritz Lang gewidmet, Komposition vollendet am 21. Oktober 1939, verlegt bei Willy Müller, Heidelberg, 1981 OCLC 724899625 RISM ID: 450035684
- Sinfonie Nr. 1 A-Dur op. 11, Autograph 19. März 1941[8] (UA 1941 unter Paul van Kempen)
- Fünf Lieder für eine Singstimme und Klavier op. 12, berlegt beim Sikorski, Hamburg, 1956 OCLC 246289387
- Sinfonie Nr. 2 c-moll op. 13, Autograph 18. Februar 1942[8]
- Konzert für Orchester op. 14, I Gemächlich II Sehr langsam III In heiterem Fluss, Autograph 1942, verlegt bei Internationale Musikverlage Hans Sikorski, OCLC 725214350 [9]
- Sonate in B für Klavier zu 2 Händen op. 15 verlegt bei Simrock in Leipzig OCLC 984765520
- Hebbel-Trilogie, drei Gedichte für hohe Singstimme und Orchester op. 16[8]
- Variationen über den „Schnitter Tod“ für Orchester op. 17, verlegt bei der Alkor-Edition, Kassel OCLC 725201907[8]
- Sinfonie Nr. 3 F-Dur für großes Orchester op. 18, Autograph 1944, verlegt bei Internationale Musikverlage Hans Sikorski, Hamburg OCLC 725214307
- Serenade (Kleine Hausmusik) für Streichtrio op. 19, Autograph 1945[8]
- Konzertouvertüre für großes Orchester op. 20, Autograph, Komposition vollendet am 5. August 1945 RISM ID: 450035685[8]
- Sonate für Bratsche und Klavier op. 21a, verlegt beim Müller Musikverlag, Heidelberg, 1956 OCLC 313957348
- Sonate für Bratsche und Klavier op. 21b, vollendet in Hamburg am 11. November 1947 RISM ID: 450035687 1956 verlegt beim Müller Musikverlag, Heidelberg OCLC 312742232
- Drei Skizzen über ostinate Themen für Klavier zweihändig op. 22[8]
- Concertante Phantasie für Orchester op. 23, Autograph 1946, 1948 verlegt bei Internationale Musikverlage Hans Sikorski, Hamburg OCLC 725214360
- Divertimento für Kammerorchester, op. 24, 1949, verlegt bei Internationale Musikverlage Hans Sikorski, Hamburg OCLC 725214413
- Hölty-Trilogie für Bariton und Klavier op. 25, verlegt bei Sikorski, Hamburg, 1957 OCLC 723917447
- Sonate für Violine und Klavier op. 26, verlegt bei Simrock in Hamburg, 1961 OCLC 12880612
- Streichquartett op. 27[8]
- Sinfonie Nr. 4 in C für großes Orchester op. 28, 1958, verlegt bei Internationale Musikverlage Hans Sikorski, Hamburg OCLC 725214321 RISM ID: 450035686
- Trakl-Trilogie für Bariton und Klavier op. 29, , verlegt bei Sikorski, Hamburg, 1957 OCLC 723917508 I Im Frühling II Sommer III Verklärter Herbst
- Trakl-Trilogie. Drei Gedichte von Georg Trakl für eine Baritonstimme, sieben Soloinstrumente, Triangel und Becken op. 29a[8]
- Kleine Sonate für Piano solo op. 30, verlegt bei Simrock in Hamburg, 1961 OCLC 254335397
- Präludium und Fuge für Streichquartett op. 31, Autograph 1951[8]
- Sinfonietta op. 32, 1958, verlegt bei Internationale Musikverlage Hans Sikorski, Hamburg OCLC 725214374
- Streichquartett (Drei Sätze in Einem) op. 33, verlegt bei Sikorski, Hamburg, 1955 OCLC 723917576
- Sinfonie Nr. 5 op. 34, Autograph 1955, 1959 verlegt bei Internationale Musikverlage Hans Sikorski, Hamburg OCLC 725214332
- Violinkonzert op. 35, Autograph 1957[8]
- Messe, Kyrie, Tantum ergo für gemischten Chor vierstimmig a cappella op. 36, Stimmen datiert 1958[8]
- Drei Lieder für Alt, Bratsche und Klavier op. 37[8]
- Streichtrio op. 38, Autograph 1959, verlegt bei Simrock in Hamburg 1965 OCLC 724614905
- Sonatine für Violine, Flöte und Cembalo op. 39, verlegt bei Simrock, 1961 OCLC 724614735
- Choralvorspiel „O Gott und Vater, voll der Huld“ für Orgel op. 40, Autograph 15. November 1959[8]
- Konzert für Violoncello und Orchester, op. 41, Autograph 1960, verlegt bei Boosey & Hawkes, Berlin OCLC 725114694
- Quintett für Flöte, Klarinette, Horn, Fagott und Klavier op. 42, Autograph 31. Dezember 1960[8]
- Weinheber-Trilogie. Drei Gedichte von Josef Weinheber für Alt-oder Mezzostimme und Klavier op. 43, Autograph April 1961[8]
- Klavierkonzert op. 44, 19. Januar 1962, verlegt bei Boosey & Hawkes, Berlin OCLC 725114721
- Sonate für Violine und Klavier (einige Schlaginstrumente ad lib.) op. 45. Autograph 7. April 1962[8]
- Mediatives Triptychon auf Gedichte von Heimito v. Doderer für eine Altstimme und Bratsche op. 46, Autograph November 1962[8]
- Pole des Lebens. Zwei Gedichte von Conrad Ferdinand Meyer für eine Altstimme und Bratsche op. 47, Autograph Januar 1963[8]
- Streichquintett in zwei Sätzen (Wachruf und Aufschwung) op. 48, Autograph 31. Dezember 1963[8]

#### Werke ohne Opuszahl
- Acht Tonstücke zu eurythmischen Darstellungen für Pianoforte zweihändig.
- VierTonstücke für Pianoforte zweihändig zu dem Märchen vom Quellenwunder von Rudolf Steiner.
- 12 kleine Vortragsstücke für Klavier, 1949, verlegt bei Sikorski in Hamburg OCLC 254762178
- Ovation, Klavierstück, 1966 RISM ID: 1001163198
- Partita über „O Gott und Vater, voll der Huld“ (Aus Caspar Ulenbergs Psalmen, 1582) für Orgel, verlegt bei Döring in Herrenberg, 1977 OCLC 723917650

### Bücher
Eigene Bücher:
- Hans Pfitzner, München 1935 (Nachdruck Kiefer & Albers, Aachen 1981).
- Deutsche Musik der Zeitwende. Eine kulturphilosophische Persönlichkeitsstudie über Anton Bruckner und Hans Pfitzner. Hanseatische Verlagsanstalt, Hamburg 1937 (Deutsche Hausbücherei Band 579); 2. Auflage 1941, 3. Auflage 1943.
- Johannes Brahms. Sein Wesen und seine musikgeschichtliche Bedeutung. Bote und Bock, Berlin 1939.
- Die Symphonien Anton Bruckners. Einführungen, Berlin 1940.
- Hans Pfitzner. Sein Leben in Bildern. Mit 84 Abbildungen auf Tafeln, Bibliographisches Institut, Leipzig 1941.
- Hans Pfitzner. Ein Bild in Widmungen, anlässlich seines 75. Geburtstages im Auftrag seiner Freunde u. Verehrer. Hrsg. Walter Abendroth. Heling'sche Verlagsanstalt, Leipzig 1944.
- Vom Werden und Vergehen der Musik, Hamburg 1949.
- Vier Meister der Musik. Bruckner, Mahler, Reger, Pfitzner, München 1952.
- (Hg.:) Hans Pfitzner. Reden, Schriften, Briefe. Unveröffentlichtes und bisher Verstreutes, Berlin 1955.
- Bruckner. Eine Bildbiographie, München 1958.
- Kleine Geschichte der Musik, Frankfurt 1959.
  - neubearbeitet als: Kurze Geschichte der Musik, München 1969, ISBN 3-7618-1213-2.
- Selbstmord der Musik? Zur Theorie, Ideologie und Phraseologie des modernen Schaffens, Berlin 1963.
- Ich warne Neugierige. Erinnerungen eines kritischen Zeitbetrachters. Verlag Hesse, München 1966.
- Arthur Schopenhauer, Reinbek 1967 (Rowohlts Monographien, Band 133), ISBN 3-499-50133-3.
- Rudolf Steiner und die heutige Welt. Ein Beitrag zur Diskussion um die menschliche Zukunft, München 1969.
- Reinkarnation, Fischer Taschenbuchverlag, Frankfurt 1986.

Bücher, die mit anderen Autoren herausgegeben wurden:
- Ferdinand von Strantz: Opernführer. Nach neuzeitl. Richtlinien vollst. umgearb. u. bis auf d. neuesten Werke erg. von Walter Abendroth. Mit e. Geleitw. von E. N. von Reznicek u. 8 szen. Darstellungen. Weichert Verlag, Berlin 1935.

## Dokumente
Dokumente von und über Walter Abendroth befinden sich im Sächsischen Staatsarchiv Leipzig.